# Hussard (1908)
Hussard – francuski niszczyciel z okresu I wojny światowej. Jednostka typu Spahi. Okręt wyposażony w cztery kotły parowe opalane węglem (zapas paliwa 95 t) i dwie maszyny parowe. W czasie I wojny światowej operował na Morzu Śródziemnym. Przetrwał wojnę. Został skreślony z listy floty w marcu 1922 roku.